# Storia di Arda
La storia di Arda è la storia dell'universo fantasy creato da J. R. R. Tolkien.
Essa inizia con l'entrata degli Ainur in Arda, successivamente alla cosmogonia narrata nell'Ainulindalë. Da quel momento il tempo inizia a essere misurato in ere e in anni dei Valar, segnando il passaggio di diverse epoche: la Primavera di Arda, gli Anni delle Lampade e gli Anni degli Alberi, mentre le cronache dell'ultima epoca, gli Anni del Sole, si basano esclusivamente sull'anno solare. Una cronologia separata dalla precedente e parzialmente sovrapposta, suddivide la storia di Arda in ere dei figli di Ilúvatar. La prima di queste ere inizia con il risveglio degli elfi durante gli Anni degli Alberi e continua durante i primi sei secoli degli Anni del Sole. Tutte le ere seguenti fanno parte degli Anni del Sole. La maggior parte dei racconti della Terra di Mezzo si svolgono nelle prime tre ere dei figli di Ilúvatar. Tolkien non fornì cronologie ed eventi successivi ai primi due secoli della Quarta Era, ma indicò che con il passare del tempo la storia di Arda confluisce nella storia reale della Terra, risultando quindi una preistoria mitica e leggendaria.
Tolkien concepì Arda e la sua storia come appunti di carattere mitopoietico, per creare una mitologia inglese e per fornire un contesto storico per le produzioni poetiche e le lingue elfiche artificiali che andava ideando. Le parti più antiche di questo legendarium furono scritte e rielaborate varie volte nel corso di diversi anni da Tolkien. Con la pubblicazione dello Hobbit e del Signore degli Anelli, che entrarono a fare parte di questo corpus, l'autore diede forma alle ere successive della storia di Arda, e poi riprese in mano le sue bozze per creare un universo coerente in vista di una futura pubblicazione. Non riuscì però a completare l'opera prima della morte, per cui questo materiale venne raccolto, selezionato e pubblicato dal figlio Christopher in forma definitiva nel Silmarillion o in versioni e bozze precedenti in altre opere come La storia della Terra di Mezzo o Racconti incompiuti.

## La musica degli Ainur
Al principio di tutto, prima della nascita dell'universo, vi era un'unica entità suprema: Eru Ilúvatar. Per prima cosa Eru Ilúvatar creò gli Ainur, spiriti di natura angelica generati dalla sua mente, i quali iniziarono a cantare sviluppando ognuno i temi infusi in loro da Eru stesso.
A un certo punto Eru chiamò a sé tutti gli Ainur ed espose un grande tema musicale, chiedendo loro di farne un canto corale in cui ognuno vi avrebbe aggiunto qualcosa secondo la propria personalità e creatività. Gli Ainur cantarono allora tutti insieme per la prima volta in armonia. Tuttavia, Melkor, il più potente tra gli Ainur, iniziò a sviluppare idee diverse da quelle di Eru e introdusse nella musica modifiche personali, che risultarono essere cacofoniche e dissonanti. Eru creò allora due nuove melodie; Melkor sfidò anche queste, corrompendo la prima, ma risultando impotente contro la seconda, che assorbiva i nuovi suoni di Melkor in sé. Infine, Eru concluse la musica con un unico accordo potente e definitivo.
Dopodiché Eru mostrò agli Ainur tramite una visione ciò che essi avevano cantato nella musica. Gli Ainur poterono così ammirare l'universo fisico e le sue vicende, inclusa la futura comparsa dei figli di Ilúvatar, che era contenuta nella terza melodia; Eru rese poi concreta questa visione attraverso l'utilizzo della propria fiamma imperitura, creando l'universo, Eä, e al suo interno la Terra, Arda. Dopo la creazione, alcuni degli Ainur rimasero con Eru Ilúvatar, altri discesero nel mondo: i primi e più potenti presero il nome di Valar, mentre gli Ainur minori divennero conosciuti con il nome di Maiar.

## Le epoche di Arda

### Primavera di Arda

La forma del mondo nel corso della Primavera di Arda. Basata sul libro L'Atlante della Terra di Mezzo di Tolkien di Karen Wynn Fonstad

Al momento della sua creazione Arda era ancora informe e disabitata, così gli Ainur e i Maiar iniziarono a modellare il mondo per prepararlo all'arrivo dei figli di Ilúvatar. Anche Melkor prese Arda come proprio regno e continuamente cercò di sabotare gli sforzi dei Valar, corrompendo e disfacendo le loro creazioni e impedendo loro di completare il disegno originario per la Terra. La prima guerra per il dominio di Arda perdurò a lungo e si concluse con l'ingresso in Arda del Vala Tulkas, che riuscì a fare fuggire Melkor nel vuoto di Eä. Finalmente i Valar furono liberi di plasmare la Terra in modo armonico e simmetrico.
Il periodo di pace che seguì divenne noto come la Primavera di Arda o gli Anni delle Lampade. I Valar misero mano alla luce che velava Arda e la concentrarono in due grandi lampade, chiamate Illuin e Ormal. Aulë innalzò due grandi montagne allo scopo di farne due pilastri su cui posare le lampade; Illuin venne collocata su Helkar nell'estremo Nord, e Ormal su Ringal a Sud. I Valar si stabilirono nel mezzo, sull'isola Almaren nel Grande Lago. Durante questo periodo cominciarono ad apparire in Arda i primi animali, piante e foreste, a causa dell'incessante opera di Yavanna.
La Primavera di Arda terminò quando Melkor tornò ad Arda, assalì e distrusse le Lampade dei Valar. Arda fu nuovamente oscurata e la caduta dei lumi e dei relativi pilastri rovinò la simmetria della superficie terrestre. Si vennero così a creare nuovi continenti: Aman in Occidente, la Terra di Mezzo al centro, e le terre disabitate a Est. Nel sito della lampada settentrionale si formò in seguito il mare interno di Helcar, di cui Cuiviénen era una baia; al posto della lampada meridionale si venne invece a formare il mare di Ringil. La distruzione delle Due Lampade segnò la fine degli Anni delle Lampade e l'inizio degli Anni degli Alberi.
In quest'epoca e nella successiva il tempo viene misurato in giorni, anni ed ere dei Valar, il primo sistema di datazione utilizzato su Arda che parte dall'arrivo dei Valar e dei Maiar. Esso si differenzia sostanzialmente dal successivo e tradizionale sistema di misurazione solare. Negli anni trenta e quaranta Tolkien usò una definizione della durata di un anno dei Valar che oscillava intorno ai dieci anni solari, per poi stabilire un valore di 9,582 anni solari per anno dei Valar. Tuttavia negli anni cinquanta, nelle appendici de Il Signore degli Anelli decise di usare un valore molto più grande, pari a 144 anni solari per anno dei Valar.

### Anni degli Alberi

Arda durante gli Anni degli Alberi. I Due Alberi illuminavano il reame beato di Valinor, mentre il resto del mondo era oscurato

Dopo la distruzione delle Due Lampade i Valar si stabilirono sul continente di Aman e vi fondarono il loro nuovo regno, Valinor. Yavanna fece crescere i Due Alberi, Telperion e Laurelin, illuminando nuovamente Aman e dando inizio agli Anni degli Alberi. La Terra di Mezzo rimase invece avvolta nell'oscurità, illuminata solo dalla luce delle stelle.
Le prime dieci ere degli Anni degli Alberi videro pace e prosperità a Valinor. Durante questo periodo vennero concepite le aquile, gli ent e i nani, rispettivamente da Manwë, Yavanna e Aulë, ma queste creature furono poste in letargo fino al risveglio degli elfi. Le dieci ere successive iniziarono quando Varda completò il firmamento sopra la Terra di Mezzo, inondandola nuovamente di luce. Quando l'opera fu conclusa gli elfi si risvegliarono a Cuiviénen, nella Terra di Mezzo, segnando l'inizio della Prima Era dei figli di Ilúvatar. Per non lasciarli in balìa di Melkor e dei suoi servitori i Valar scesero in guerra contro Melkor nella Guerra delle Potenze, lo sconfissero e lo imprigionarono a Valinor.
Dopo la guerra il Vala Oromë invitò gli elfi a stabilirsi ad Aman e molti di essi si convinsero ad affrontare con lui il Grande Viaggio verso Ovest. Durante l'esodo alcuni gruppi di elfi si attardarono o indugiarono, in particolare i Nandor e i Sindar, dando origine alla suddivisione degli elfi in vari popoli. Le tre casate che giunsero ad Aman furono i Vanyar, i Noldor e i Teleri, che presero dimora nella regione di Eldamar. Trascorso il tempo di prigionia stabilito di tre ere, Melkor finse di essersi pentito e fu liberato, ma subito dopo cominciò a seminare discordia fra i Noldor, amplificando la rivalità tra Fëanor e Fingolfin, i figli del re Finwë, e mettendo in cattiva luce le azioni dei Valar. Con l'aiuto di Ungoliant distrusse i Due Alberi, uccise Finwë e rubò i Silmaril, le gemme create da Fëanor che contenevano la luce di Telperion e Laurelin, per poi fuggire verso la sua fortezza di Angband nel nord della Terra di Mezzo. In seguito a ciò il mondo fu nuovamente ottenebrato.
Quando Fëanor ne venne a conoscenza maledisse Melkor ribattezzandolo "Morgoth", e, amareggiato per l'inerzia dei Valar, si ribellò a essi: decise di lasciare Aman incitando il suo popolo a seguirlo, e giurò, assieme ai suoi figli, di combattere per i Silmaril non solo contro Morgoth ma contro chiunque avesse osato impossessarsene. Solo pochi dei Noldor rimasero in Aman, la maggior parte decise di seguire Fëanor e Fingolfin, che si erano riappacificati poco prima della fuga di Morgoth. I Noldor raggiunsero la città di Alqualondë, dove tentarono di convincere i Teleri a donare loro alcune navi per compiere la traversata del Grande Mare. Tuttavia i Teleri disapprovavano la decisione dei Noldor di lasciare Aman, e negarono le loro richieste. Nella loro furia e convinzione, i Noldor attaccarono allora i loro consanguinei, uccidendone molti per impossessarsi delle loro navi e dando così luogo alla prima lotta fratricida tra elfi. La schiera di Fëanor salpò abbandonando i Noldor fedeli a Fingolfin, che dovettero raggiungere la Terra di Mezzo attraversando a piedi i ghiacci dello Helcaraxë al prezzo di molte vite.
Il ritorno dei Noldor nella Terra di Mezzo e il contemporaneo primo sorgere del Sole e della Luna segnarono la fine degli Anni degli Alberi e l'inizio degli Anni del Sole.

### Anni del Sole
Dopo la distruzione dei Due Alberi i Valar presero l'ultimo frutto di Laurelin e l'ultimo fiore di Telperion e ne fecero il Sole e la Luna. I Valar crearono per loro dei vascelli e li posero in moto nel cielo di Arda. Il primo sorgere del Sole restituì luce alla Terra e diede inizio a una nuova era, gli Anni del Sole. Gli Anni del Sole costituiscono l'ultima grande epoca in cui è suddivisa la storia di Arda, e nella cronologia dell'autore si estenderebbero attraverso le ere dei figli di Ilúvatar, dalla fine della Prima Era, attraverso la Seconda, Terza e Quarta, fino ai giorni nostri.
A partire da questa epoca nella Terra di Mezzo lo scorrere del tempo venne misurato secondo il calendario solare, nel quale gli anni hanno la stessa durata degli anni reali.

## Le ere dei figli di Ilúvatar
Le ere dei figli di Ilúvatar ebbero inizio durante gli Anni degli Alberi, quando gli elfi si risvegliarono a Cuiviénen nella Terra di Mezzo. Più tardi nella Prima Era anche la seconda stirpe, gli umani, si svegliò. Queste età ripercorrono la storia di Arda quando era abitata dai figli di Ilúvatar e si sovrappongono alla suddivisione in epoche data dagli Anni degli Alberi e dagli Anni del Sole. Ogni era si conclude con un evento di grande portata per il mondo.
L'inizio della datazione della Prima Era e delle seguenti è una questione dibattuta tra gli studiosi dell'opera di Tolkien. Opinione diffusa è che la Prima Era sia coincidente con l'inizio degli Anni del Sole, in quanto questa periodizzazione è quella maggiormente adottata da diverse fonti secondarie, che hanno cercato di individuare date esatte per gli eventi del Silmarillion non indicate precisamente da Tolkien. Secondo questa teoria la Prima Era inizierebbe al termine degli Anni degli Alberi e durerebbe solo 600 anni fino all'inizio della Seconda Era. La periodizzazione più accettata, invece, e quella adottata in questa cronologia, è che la Prima Era inizi con il risveglio degli elfi nel corso degli Anni degli Alberi. Tolkien stesso nelle appendici del Signore degli Anelli menziona che il ritorno dei Noldor nella Terra di Mezzo avvenne alla fine della Prima Era. Inoltre nel materiale raccolto in The Peoples of Middle-earth è riportato che la Prima Era è stata la più lunga delle ere dei figli di Ilúvatar, che suggerisce che il suo inizio sia antecedente agli Anni del Sole.
In alcuni testi Tolkien si riferiva inoltre alla "Prima Era della Terra di Mezzo" o alla "Prima Era del mondo", invece che alla "Prima Era dei figli di Ilúvatar". Queste variazioni avevano una diversa durata e facevano iniziare la Prima Era con la creazione di Arda, mentre la conclusione era sempre segnata dalla sconfitta di Morgoth nel Beleriand.

### Prima Era

Arda nel corso della Prima Era

La Prima Era, nota anche con il nome di Tempi Remoti (Elder Days) nel Signore degli Anelli, iniziò quando gli elfi si risvegliarono a Cuiviénen, e quindi comprende anche gli eventi già menzionati della fine degli Anni degli Alberi e dell'inizio degli Anni del Sole. Viene narrata nella terza parte del Silmarillion, Quenta Silmarillion. Essa ripercorre la creazione dei popoli di Arda e il loro fiorire in Aman e nella Terra di Mezzo; l'ultima parte, che è anche la più dettagliata, si concentra sulla storia dei Silmaril, sulle guerre condotte dagli elfi e dagli uomini del Beleriand contro le armate di Morgoth, e sulla sconfitta finale di quest'ultimo, che segna la fine dell'era.
Al ritorno dei Noldor nella Terra di Mezzo trovarono il Beleriand conteso fra i Teleri, che vi avevano fondato i loro regni, e le forze di Morgoth, il quale aveva preso dimora nella fortezza di Angband nel Nord. I due schieramenti si erano già affrontati nella prima battaglia del Beleriand con esiti inconcludenti. I Noldor e gli orchi si scontrarono nella Dagor-nuin-Giliath, la battaglia sotto le stelle, così chiamata perché fu combattuta prima della creazione del Sole e della Luna. Gli elfi risultarono vittoriosi, ma Fëanor fu ucciso. I suoi figli e la stirpe del fratellastro Fingolfin però sopravvissero e fondarono numerosi regni dei Noldor nel Beleriand, riallacciando i contatti con i Teleri che già vi dimoravano. Con l'inizio degli Anni del Sole, inoltre, anche i secondi figli di Ilúvatar, gli uomini, si risvegliarono nell'oriente della Terra di Mezzo e iniziarono a sparpagliarsi per il continente.
Sessant'anni dopo la battaglia sotto le stelle Morgoth attaccò i regni Noldor appena fondati ma le sue forze vennero respinte nella Dagor Aglareb, la battaglia gloriosa. Gli elfi cinsero d'assedio Angband dando inizio a un lungo periodo di pace durato quattro secoli. In questo periodo di tempo i regni elfici del Beleriand si consolidarono; i primi uomini giunsero nel Beleriand da Est, e diventarono amici e vassalli degli elfi.
Nella Dagor Bragollach, la battaglia della fiamma improvvisa, Morgoth ruppe infine l'assedio che cingeva Angband, uccise Fingolfin in duello e inflisse dure perdite agli eserciti dei Noldor e ai regni confinati. Gli elfi e gli uomini tentarono di contrattaccare, ma furono definitivamente sconfitti nella Nírnaeth Arnoediad, la battaglia delle innumerevoli lacrime. Gli Eldar e gli Edain ne uscirono decimati e i loro regni caddero uno dopo l'altro. Intanto l'uomo Beren, aiutato dall'elfa Lúthien, riuscì a recuperare uno dei Silmaril dalla corona di Morgoth. Questa impresa tuttavia riattivò il giuramento dei figli di Fëanor, che attaccarono i discendenti di Beren e Lúthien, dando luogo a un nuovo conflitto fratricida. Queste lotte intestine e tradimenti accelerarono la rovina dei regni del Beleriand, causando la caduta anche dei reami più nascosti e sicuri di Nargothrond, Doriath e Gondolin.
Verso la fine della Prima Era tutto ciò che rimaneva dei regni degli elfi e degli uomini del Beleriand era un rifugio alla foce del fiume Sirion e un altro sull'Isola di Balar. Infine il mezz'elfo Eärendil e sua moglie Elwing salparono verso Valinor, nel tentativo di convincere i Valar ad aiutare i popoli della Terra di Mezzo. I Valar accolsero la preghiera e mossero guerra a Morgoth con una grande schiera, scatenando la guerra d'ira che segnò la fine della Prima Era. Morgoth fu rovesciato ed esiliato da Arda, nel Vuoto, il Nord-Ovest della Terra di Mezzo fu stravolto, e quasi tutto il Beleriand sprofondò nell'oceano. Eärendil e il suo Silmaril furono trasformati in una stella del firmamento, mentre i restanti due Silmaril andarono perduti.

### Seconda Era

La caduta di Númenor e la trasformazione di Arda in un mondo sferico al termine della Seconda Era. Mappe basate sul libro J.R.R. Tolkien: La via per la Terra di Mezzo di Tom Shippey

La Seconda Era è segnata dall'ascesa e dalla caduta di Númenor, dalla presa del potere da parte di Sauron nella Terra di Mezzo, dalla creazione degli Anelli del Potere e dalle guerre successive tra Sauron e gli elfi, nonché dalla creazione della Strada Diritta e dalla trasformazione di Arda da piatta a sferica. Essa durò 3441 anni e terminò con la sconfitta di Sauron da parte dell'ultima alleanza tra gli elfi e gli uomini. Nel Signore degli Anelli l'appendice B delinea i principali eventi della Seconda Era, mentre l'appendice A nel capitolo "I re Númenoreani" contiene le genealogie della casa reale di Númenor. Inoltre, diverse sezioni dei Racconti incompiuti trattano approfonditamente di Númenor e di molti dei suoi re. L'Akallabêth costituisce la quarta parte del Silmarillion e racconta la caduta di Númenor e l'ascesa dei regni di Arnor e Gondor.
Dopo la distruzione del Beleriand gli uomini che erano rimasti fedeli ai Valar furono ricompensati con l'isola di Númenor, una terra nel mezzo del Grande Mare su cui regnare in beatitudine. Nel corso di secoli di prosperità e splendore, i númenóreani divennero un popolo forte, fiorente e orgoglioso. Essi salparono verso est esplorando la Terra di Mezzo e gran parte dei continenti orientali ed entrarono in contatto con gli uomini che vi abitavano, fornendo loro preziosi aiuti e insegnamenti, e fondando numerose colonie.
Il bando dei Valar contro i Noldor fu revocato e molti elfi tornarono ad Aman. Alcuni di loro decisero tuttavia di rimanere nella Terra di Mezzo, fondando i regni di Lindon, Gran Burrone ed Eregion. Nel frattempo nella Terra di Mezzo si scoprì che Sauron, il primo vassallo di Morgoth, era ancora attivo. Nascondendo la propria identità egli finse di collaborare assieme ai fabbri elfici, il cui capo era Celebrimbor, per la forgiatura degli Anelli del Potere, distribuendoli poi agli elfi, ai nani e agli uomini. In segreto però forgiò l'Unico Anello allo scopo di dominarli tutti. Gli uomini ne vennero irretiti diventando i nove Nazgûl, mentre gli elfi riuscirono a resistergli e occultarono i propri anelli. Sauron mosse quindi apertamente guerra agli elfi devastando l'Eregion, uccidendo Celebrimbor e minacciando gli altri reami. In questo periodo la sua influenza arrivò a estendersi a tutta la Terra di Mezzo, in quelli che furono chiamati gli Anni Oscuri. Solo l'arrivo dei númenoreani di Tar-Minastir risolse la guerra, liberando l'Eriador e ricacciando Sauron a Mordor. Dopo questa sconfitta, Sauron spostò la sua attenzione nelle regioni orientali, lasciando le terre dell'Ovest in pace per molti secoli.
Quando Ar-Pharazôn salì al trono di Númenor vide che il regno di Sauron a Est stava accrescendo il proprio potere, diventando una minaccia per la Terra di Mezzo e per il suo dominio. Costruita una grande flotta, raggiunse quindi le sponde della Terra di Mezzo; Sauron, rendendosi conto che non sarebbe mai riuscito a sopraffare Númenor con le armi, si umiliò ai piedi del re numenoreano e venne condotto in catene sull'isola. Qui, con l'inganno e la manipolazione, ottenne gradualmente la fiducia di Ar-Pharazôn fino a diventarne il consigliere e iniziò a corrompere i numenoreani con pratiche eretiche volte al rifiuto di Eru e dei Valar, e al culto di Melkor. Infine Sauron persuase il re ad assalire Aman per ottenere l'immortalità.
Quando la flotta numenoreana sbarcò su Aman i Valar si rivolsero a Eru Ilúvatar chiedendo il suo intervento. Eru distrusse la flotta di Ar-Pharazôn e fece sprofondare Númenor nel mare; inoltre cambiò per sempre la forma del mondo, rendendolo sferico e rimuovendo Aman dalle sue cerchie, in modo che fosse raggiungibile solo agli elfi, gli unici ancora capaci di trovare la Strada Diritta. Al cataclisma sopravvissero solo i pochi númenóreani ancora fedeli ai Valar, tra cui Elendil e i suoi figli, che salparono in tempo verso est fondando i regni in esilio di Arnor e Gondor. Anche il corpo materiale di Sauron fu distrutto, ma il suo spirito riuscì a fuggire verso la Terra di Mezzo.
Riottenuto l'Anello e ripristinate le sue forze Sauron mosse nuovamente guerra ai regni della Terra di Mezzo. Per contrastarlo i popoli liberi si coalizzarono nell'ultima alleanza tra gli elfi e gli uomini. L'alleanza riuscì a prevalere nella battaglia di Dagorlad e quindi cinse d'assedio la fortezza di Sauron, Barad-dûr, per sette anni. Alla fine Sauron in persona scese in battaglia combattendo contro Elendil e Gil-galad. Entrambi perirono nello scontro riuscendo però ad atterrare l'avversario. Allora Isildur, il figlio maggiore di Elendil, raccolse il moncone della spada del padre, Narsil, e con esso tagliò l'Unico Anello dalla mano di Sauron. Essendosi spezzato il legame con l'Anello, il corpo di Sauron si dissolse e non prese più forma nella Terra di Mezzo, ma il suo spirito non era stato distrutto del tutto. Con la sconfitta di Sauron terminò la Seconda Era.

### Terza Era
La Terza Era dura 3021 anni, a partire dalla prima caduta di Sauron contro l'ultima alleanza di elfi e uomini. Tutti gli eventi conosciuti si svolgono nella Terra di Mezzo. Questa età è caratterizzata dal progressivo declino degli elfi, dall'ascesa e decadenza dei reami numenoreani in esilio di Gondor e Arnor, dalla lenta ripresa del potere da parte di Sauron e dalle vicende dell'Unico Anello. Si conclude con la guerra dell'anello e la sconfitta finale di Sauron. Gli eventi finali della Terza Era vengono narrati nei romanzi Lo Hobbit e Il Signore degli Anelli. Una cronologia più estesa dell'intera era viene fornita nell'appendice B del Signore degli Anelli e in forma riassunta nella quinta parte del Silmarillion, Degli Anelli del Potere e della Terza Era.
Dopo la vittoria su Sauron gli eserciti degli elfi e degli uomini rasero al suolo Barad-dûr fino alle fondamenta. Isildur raccolse l'Unico Anello, ma invece di distruggerlo tra le fiamme del Monte Fato lo tenne per sé, permettendo allo spirito di Sauron di sopravvivere all'insaputa di tutti. Mentre si recavano a nord verso Arnor Isildur e la sua scorta caddero in un'imboscata degli orchi presso i Campi Iridati; Isildur fu ucciso e l'anello finì disperso.
I primi secoli della Terza Era videro il fiorire dei due regni di Gondor e Arnor. Quest'ultimo fu il primo a declinare, venendo diviso in tre piccoli reami che caddero uno dopo l'altro contro l'avanzata di Angmar, uno stato vassallo di Sauron nel nord. Il Re stregone di Angmar venne infine rovesciato da un esercito congiunto di uomini di Gondor ed elfi del Lindon; l'Eriador, sebbene spopolato, godette di un lungo periodo di pace, durante il quale gli hobbit si stanziarono nella Contea. I dunedain sopravvissuti di Arnor continuarono però a vagare e proteggere la loro terra come raminghi, mantenendo intatta la linea dinastica di Isildur. A sud il regno di Gondor sopravvisse, ma venne indebolito da lotte di successione, da guerre con i popoli ostili confinanti degli esterling, degli haradrim e dei corsari di Umbar, e dalla Grande Epidemia, che si abbatté sul regno seminando morte e carestie. All'inizio del secondo millennio la casa reale si estinse e da allora i sovrintendenti assunsero la reggenza del regno. Indebolito, Gondor non riuscì a contrastare la ripresa degli orchi e dei Nazgûl a Mordor e perse Minas Ithil, ma trovò un prezioso alleato nei rohirrim, che si stanziarono nel Calenardhon fondando il regno di Rohan.
In questo periodo nella Terra di Mezzo giunsero gli Istari, con lo scopo di aiutare i popoli liberi. Gli elfi della Terra di Mezzo iniziarono un progressivo declino, scegliendo di non intervenire più attivamente nelle vicende del continente; molti di loro salparono verso Aman e solo pochi regni e rappresentanti rimasero nella Terra di Mezzo. I nani combatterono un'aspra guerra con gli orchi per il controllo dei loro insediamenti nelle Montagne Nebbiose, ma seppur vittoriosi furono costretti ad abbandonare il loro regno di Moria a causa del balrog Flagello di Durin. Anche il regno di Erebor sotto la Montagna Solitaria venne perduto, finendo sotto il controllo del drago Smaug e i nani si ritirarono nelle loro colonie sui Monti Azzurri e sui Colli Ferrosi.
All'insaputa di tutti Sauron tornò però nella Terra di Mezzo, insediandosi a Dol Guldur e tessendo le sue trame nell'ombra. All'inizio del secondo millennio lo stregone Gandalf si recò sul posto a controllare, spingendo l'ombra a fuggire a est. I secoli seguenti, chiamati Pace Vigile, videro Gondor cercare di rafforzare i propri confini, e Sauron riottenere il suo antico potere a Mordor e acquisire numerosi alleati tra gli esterling. Nel 2941 Gandalf e Thorin Scudodiquercia organizzarono una spedizione di nani per recuperare la Montagna Solitaria dal drago Smaug ed evitare che quest'ultimo si alleasse con Sauron, con conseguenze devastanti. Nel corso del viaggio l'Unico Anello finì nelle mani dell'hobbit Bilbo Baggins che lo sottrasse al suo precedente proprietario Gollum. La missione ebbe successo, e i nani, alleatisi con gli uomini di Città del Lago e con gli elfi di Bosco Atro, riuscirono anche a sconfiggere una schiera di orchi e mannari nella battaglia dei cinque eserciti.
Negli anni seguenti Sauron iniziò a cercare l'Anello; scoperto che si trovava nella Contea, custodito da Frodo Baggins, che nel frattempo lo aveva ereditato da Bilbo, inviò i Nazgûl a recuperarlo. Nel 3019, su consiglio di Gandalf e dei saggi del Consiglio di Elrond, Frodo si mise in cammino con otto compagni per distruggere l'Anello tra le fiamme del Monte Fato. Le vicende della Compagnia dell'Anello si mescolano quindi a quelle della guerra dell'Anello, un conflitto che investì tutta la Terra di Mezzo e che vide contrapposti gli ultimi popoli liberi contro Sauron e i suoi alleati. La guerra si combatté su più fronti, con gli episodi principali che furono la battaglia del Fosso di Helm, tra Rohan e le forze di Saruman, la battaglia dei Campi del Pelennor, che vide contrapposti Gondor e i suoi alleati e l'esercito di Sauron, e la battaglia del Morannon, una sfida lanciata dai capitani dell'Ovest a Sauron per distogliere l'attenzione dalla missione di Frodo. Teatri minori ma determinanti per le sorti dello scontro si verificarono anche presso Dale e la Montagna Solitaria, dove una coalizione di nani e uomini sconfisse un'offensiva di esterling inviati da Sauron, e a Lórien e nel Bosco Atro, in cui gli elfi di Celeborn e Thranduil respinsero un tentativo di invasione da Dol Guldur. Alla fine l'Anello venne distrutto e Sauron sconfitto definitivamente. Aragorn rioccupò il suo legittimo posto sul trono e fu incoronato Re del Regno Riunito di Arnor e Gondor, dando inizio a un lungo periodo di pace e prosperità. Al termine della Terza Era, Gandalf, Frodo, Bilbo e molti degli elfi rimanenti della Terra di Mezzo salparono alla volta di Aman.

### Quarta Era ed ere successive

Tolkien immaginava Arda come la Terra in un passato lontano. Dopo la fine della Terza Era la storia prosegue attraverso le epoche successive con la scomparsa degli altri popoli oltre agli uomini e il rimodellamento dei continenti, riallacciandosi alla storia del mondo reale

Con la fine della Terza Era iniziò il dominio degli uomini. Quasi tutti gli elfi che ancora rimanevano nella Terra di Mezzo salparono verso Valinor e i pochi che rimasero declinarono e svanirono a poco a poco. Un fato simile colpì anche i nani e gli hobbit: anche se i loro regni e città godettero di nuova vita sotto la protezione del Regno Riunito, diventarono progressivamente sempre di meno e più riservati, fino a scomparire dalla storia umana. Le creature di Morgoth risultarono annientate dalla sconfitta di Sauron e si estinsero.
Aragorn regnò con saggezza e lungimiranza, assicurando la pace entro i confini del Regno Riunito. Dopo oltre un secolo di reggenza, però, anche la sua vita eccezionalmente lunga ebbe termine e gli succedette il figlio Eldarion, nato dall'unione con l'elfa Arwen.
Le appendici e i racconti di Tolkien non si spingono oltre, anche se l'autore aveva preso in considerazione l'idea di scrivere un seguito del Signore degli Anelli, intitolato The New Shadow, che avrebbe avuto luogo durante il regno di Eldarion, e in cui il sovrano si sarebbe dovuto occupare del suo popolo che si rivolge a pratiche malvagie. Nei suoi scritti Tolkien menziona che il regno di Eldarion sarebbe durato per circa cento anni dopo la morte di Aragorn e che sarebbe stato "grande e duraturo", ma anche che la durata della vita della casa reale non venne ripristinata e continuò a diminuire fino a quando non raggiunse quella degli uomini comuni.
Tolkien si immaginava Arda come «la nostra Terra verde e solida in un'epoca piuttosto remota nel passato». Attraverso il declino delle altre razze oltre agli uomini e il rimodellamento dei continenti di Arda, la Quarta Era segna quindi il ponte tra la fantastica e immaginaria preistoria della Terra e la storia reale. Tutto quello che rimane di quel passato sono antiche leggende e tradizioni. In una lettera scritta nel 1958, Tolkien collocò l'inizio della Quarta Era circa 6 000 anni nel passato:
L'inquadramento della storia di Arda come un capitolo della preistoria della Terra ha raccolto osservazioni e analisi da parte di studiosi e critici. John D. Rateliff ha commentato che questo espediente differenzia l'opera di Tolkien dal resto del fantasy moderno, e ha dato all'autore completa libertà di immaginare il suo mondo fantastico fintanto che l'ha riallacciato poi alla storia reale. Per Paul H. Kocher il processo di decadimento, declino ed estinzione che accompagna la transizione da Arda al mondo reale è anche un modo per Tolkien per condannare la situazione storica ed ecologica della sua epoca. Stuart D. Lee e Elizabeth Solopova hanno sottolineato l'immensa portata del legendarium di Tolkien nel volere ricostruire un'intera preistoria e mitologia per l'umanità; parere condiviso dal poeta Wystan Hugh Auden, che lodò la cura e il livello di dettaglio senza precedenti che Tolkien aveva infuso nella creazione di un mondo e una storia fittizi.

## La fine del mondo
La fine ideale della storia di Arda nel legendarium è costituita dalla Dagor Dagorath, l'ultima battaglia, in cui, come profetizzato da Mandos, alla fine dei tempi e dopo che tutte le ere saranno trascorse, le forze del bene e del male torneranno in vita per affrontarsi in una battaglia finale, nella quale Arda verrà distrutta e ricostruita e una nuova musica degli Ainur sarà intonata. Questo evento deve molto alla visione norrena del Ragnarǫk.
La Dagor Dagorath viene menzionata nelle prime bozze di Tolkien del Quenta Silmarillion pubblicate postume in The Shaping of Middle-earth e The Lost Road and Other Writings. Sembra tuttavia che l'autore avesse in seguito deciso di abbandonare quest'idea e per questo motivo essa non è stata inserita da Christopher Tolkien nella versione pubblicata del Silmarillion, in cui il Quenta Silmarillion termina invece con il racconto del viaggio di Eärendil e nel quale il destino di Arda è lasciato aperto.

## Tabella riepilogativa
| Ere di Arda                            | Ere dei figli di Ilúvatar   | Durata | Eventi principali |
| -------------------------------------- | --------------------------- | ------ | --- |
| Primavera di Arda o Anni delle Lampade |                             | 33 573 | - I Valar e i Maiar si stanziano su Arda - Creazione delle Due Lampade - Distruzione delle Due Lampade da parte di Melkor - Simmetria di Arda distrutta |
| Anni degli Alberi                      |                             | 10 061 | - I Valar si stabiliscono ad Aman - Creazione dei Due Alberi |
| Anni degli Alberi                      | Prima Era                   | 4 312  | - Risveglio degli elfi nella Terra di Mezzo e migrazione verso Aman - Distruzione dei Due Alberi da parte di Melkor e Ungoliant |
| Anni del Sole                          | Prima Era                   | 590    | - Creazione del Sole e della Luna - Guerra tra elfi e uomini e le forze di Morgoth nel Beleriand - Guerra d'ira, sconfitta di Morgoth e distruzione del Beleriand                                                                                             |
| Anni del Sole                          | Seconda Era                 | 3 441  | - Insediamento degli edain su Númenor - Ritorno di Sauron nella Terra di Mezzo e creazione degli Anelli del Potere - Caduta di Númenor, rimozione di Aman dal mondo, Arda resa sferica - Sconfitta di Sauron per opera dell'ultima alleanza tra elfi e uomini |
| Anni del Sole                          | Terza Era                   | 3 021  | - Apogeo e declino dei regni di Arnor e Gondor - Tramonto degli elfi - Guerra dell'Anello, distruzione dell'Unico Anello e sconfitta definitiva di Sauron |
| Anni del Sole                          | Quarta Era                  | ?      | - Supremazia degli uomini e declino degli altri popoli della Terra di Mezzo - Rimodellamento dei continenti fino ad assumere la forma odierna |
| Anni del Sole                          | Quinta, Sesta o Settima Era | ?      | - Supremazia degli uomini e declino degli altri popoli della Terra di Mezzo - Rimodellamento dei continenti fino ad assumere la forma odierna |